# Distrito de Arghanj Khwa
Arghanj Khwa (hispanizado como Arghanj Juá) es un distrito de la provincia de Badajshán, Afganistán. Fue creado en 2005 con parte del distrito de Yaftali Sufla, parte a su vez del distrito Fayzabad. El distrito tiene una población de aproximadamente 12.000 personas.
- Datos: Q2669827